# Sergei Silvestrov
Sergei Silvestrov, född 1970, är sedan 2011 professor i matematik och tillämpad matematik vid Mälardalens högskola.
Han är son till Dmitrii Silvestrov, som är professor i matematisk statistik vid Stockholms universitet.
Silvestrov tog sin doktorsexamen i matematik vid Umeå universitet 1996 med
Hans Wallin som handledare.
Han var därefter forskarassistent vid KTH 1996-1998, och postdoc vid University of Iowa 1998-2000.
År 2000 anställdes Silvestrov som universitetslektor i matematik vid Lunds tekniska högskola.
Där blev han sedermera utnämnd till docent och handledde ett flertal doktorander fram till doktorsexamen.